# Thomas Blaikie
Pour les articles homonymes, voir Blaikie.
Thomas Blaikie est un jardinier écossais, né le 2 mars 1751 à Édimbourg et mort le 19 juillet 1838 à Paris.

## Biographie

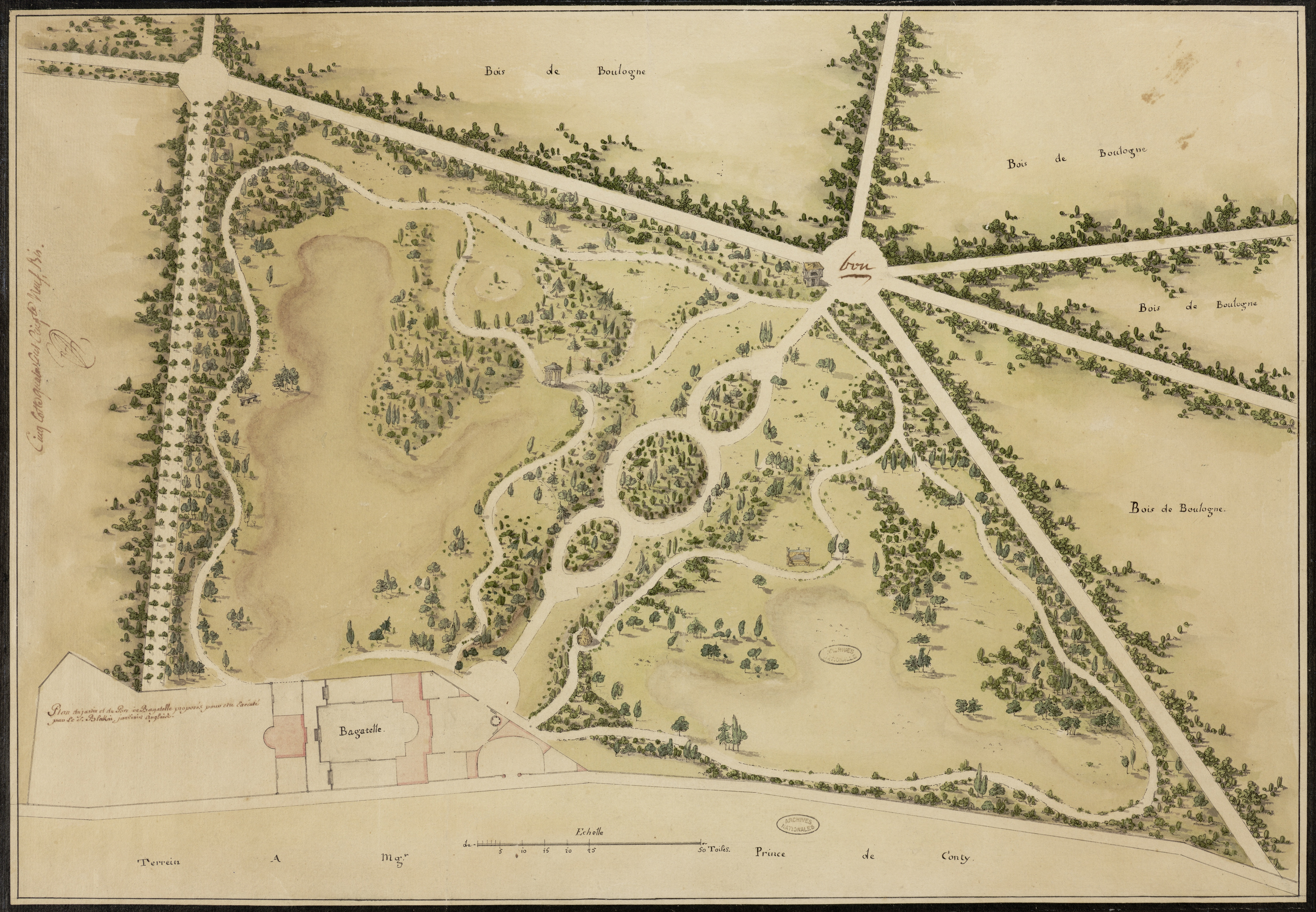
Plan du parc de Bagatelle par Blaikie (Archives nationales).

Thomas Blaikie est originaire de Corstorphine, près d'Édimbourg où il naît en 1751.
En avril 1775, il quitte Londres pour se rendre en Suisse, ayant été chargé par le directeur du jardin botanique d'Upton, le Dr John Fothergill, de ramener des spécimens de flore alpine. Il arrive à Genève début mai 1775. Blaikie est accueilli chez le couple Gaussen à Bourdigny dans la campagne genevoise. Il y stocke ses spécimens de flore récoltés au cours de ses explorations à travers la Suisse et la Savoie.
Pendant 7 mois Blaikie arpente le Jura et les Alpes, visitant entre autres le village des Plans-sur-Bex. Il se rend également à Loèche-les-Bains, Sion, Kandersteg, Bienne, ainsi qu'à Chamonix où il rencontre Michel-Gabriel Paccard. En novembre 1775, sa collection de spécimens quitte Bourdigny dans des caisses en direction de Londres.
Plus tard, il s'installe à Paris et dessine les jardins de la Malmaison à Rueil et du parc de Bagatelle, le parc du château du Raincy (détruit au début du XIXe siècle) et est chargé du réaménagement (réfection des allées, agrandissement des serres chaudes, plantation d'arbres...) du parc de vingt hectares de la « folie Monceau » créé vers 1780 par le duc de Chartres à Monceau ; ce dernier jardin est vanté successivement par l'abbé Delille (Les Jardins ou l'Art d'embellir les paysages, 1782), puis par Luc-Vincent Thiéry (Guide des amateurs et des étrangers voyageurs à Paris, 1787).
Le journal intime de Blaikie, intitulé Un jardinier écossais à la cour de France, datant de la fin du XVIIIe siècle a été publié en 1931 en anglais et en 1997 en français .
Blaikie meurt à Paris en 1838, à l'âge de 87 ans.

## Publications
- Diary a Scotch gardener at the French court at the end of the Eighteenth Century, London : G. Routledge, 1931. Présentation du livre en français (article paru dans le Figaro le 24 février 1932).
- Sur les terres d'un jardinier : journal de voyages, 1775-1792, traduit de l’anglais par Janine Barrier, annoté par Janine Barrier et Monique Mosser, Besançon : Les éd. de l'Imprimeur, 1997. Ouvrage réédité et mis à jour en 2016.
- Excursions botaniques dans le Jura : 1775, [Les Charbonnières], éd. Le Pèlerin, 2005.